# Кореляційна функція (квантова теорія поля)
Кореляці́йна фу́нкція — функціональне середнє (функціональне очікуване значення) добутку {\displaystyle n} польових операторів квантової теорії поля в різних точках дійсного простору
{\displaystyle C_{n}\left(x_{1},x_{2},\ldots ,x_{n}\right):=\left\langle \phi (x_{1})\phi (x_{2})\cdots \phi (x_{n})\right\rangle ={\frac {\int {\mathcal {D}}\phi \;e^{-S[\phi ]}\phi (x_{1})\cdots \phi (x_{n})}{\int {\mathcal {D}}\phi \;e^{-S[\phi ]}}}}
де S — дія.
Для кореляційних функцій, що залежать від часу, мається на увазі застосування оператора впорядкування за часом {\displaystyle T}.
Кореляційні функції також називають просто кореляторами.
Кореляційну функцію можна інтерпретувати фізично як амплітуду поширення частинки чи збудження.
Поняття (багаточастинкової) кореляційної функції (з відповідними змінами) також використовують у фізиці конденсованого стану.